# スズメガヤ属
スズメガヤ属 Eragrostis は、イネ科の属の一つ。日本ではごく普通な雑草を幾つか含む。

## 特徴
スズメガヤ属（ニワホコリ属とも）の植物は一年生-多年生の草本である。時に植物体に腺点を持つ。1m程度の大きな草になるものから、ごく小さな物まである。
花は円錐花序につく。しばしばよく分枝する。
小穂は左右から扁平な形で、その基部には柄がある。同型で同質な小花を左右交互に複数つける。
鱗片は瓦状に並ぶ。最下の一対は包穎で、長さがそれぞれ異なるが、いずれもそれより上に並ぶ護穎より短い。
護穎は中央で二つ折りになり、背面に竜骨があって三本の脈がある。また、芒も毛もない。内側にある内穎は護穎より短く、二脈あるいは二本の竜骨がある。

### 他群との区別
小穂に同型の小花を複数並べる形のものは、イネ科の中では基本に近い形であり、類似した小穂を持つものは数多い。その中で、花序も類似したものとしてはナガハグサ属やウシノケグサ属などがあり、それらも多くの雑草的な種を含む。そのうちナガハグサ属は護穎の背面に綿毛を持つ点で、ウシノケグサ属は護穎に竜骨がない点で区別出来る。

## 分布
世界の熱帯-温帯にかけて、約300種が分布する。
日本には10種ばかりが知られるが、琉球列島に種が多い。帰化種もある。

## 利害
直接に実用的なものはあまりない。ただし、テフはエチオピアで主食とされている。
日本では、シナダレスズメガヤが路肩や造成地の斜面の土止めのためによく利用される。
カゼクサやニワホコリは道路脇や庭によく生えるしつこい雑草としてよく知られる。

## 代表種
- スズメガヤ E. cilianensis ：欧州原産、日本に帰化。
- シナダレスズメガヤ E. curvula ：南米原産、世界各地で砂防用に利用。
- カゼクサ E. ferruginea ：日本からアジアに分布。道ばたに普通な雑草。
- ニワホコリ E. multicaulis ：日本からアジアに分布、北アメリカに帰化。庭に普通の小型の雑草。
- イトスズメガヤ E. bulbillifera ：本州南部から南阿島で分布。湿った山林に自生。
- コスズメガヤ E. minor
- ベニスズメガヤ E. unioloides
- ノハラカゼクサ E. intermedia
- シロカゼクサ E. silveana
- ヌカカゼクサ E. amabilis
- アメリカカゼクサ E. ciliaris
- テフ E. tef